# Pic de l'Ours
Le pic de l'Ours se situe dans le massif de l'Esterel, sur le territoire de la commune de Saint-Raphaël, dans le département français du Var. Il culmine à 488 mètres d'altitude.

## Géologie
Comme l'ensemble du massif de l'Esterel, le pic de l'Ours a été formé par les activités volcaniques du Permien, il y a environ 250 millions d'années. Il est essentiellement composé d'un porphyre rouge : l'ignimbrite.
À 450 mètres au nord-ouest du pic s'élève la dent de l'Ours (417 m), un rocher de rhyolite en partie épargné par l'érosion, au flanc duquel se trouve une petite grotte : la baume de l'Ours.

## Hydrographie
Le pic de l'Ours est bordé au nord par l'Agay, fleuve côtier de 11 km, qui coule dans le ravin des Crues, avant d'alimenter le lac de l'Écureuil (résiduel depuis la disparition de sa digue), le lac du Grenouillet, et de se jeter dans la rade d'Agay.
Les quatre principaux ruisseaux prenant leur source sur les flancs du pic de l'Ours et alimentant le bassin de l'Agay sont :
- au nord : le ravin de la Baume de l'Ours[4], qui prend sa source à proximité du sommet du pic ;
- à l'ouest : le ravin de la Dent de l'Ours et le ravin de l'Écureuil[5] ;
- au sud : le ravin de l'Ubac de l'Escale ;
- à l'est : de minuscules ravins presque toujours à sec se jettent dans la mer Méditerranée.

## Activités et tourisme
Le pic de l'Ours, comme la totalité du massif de l'Esterel, est un lieu de randonnées pédestres. Il est à moins d'un kilomètre du col Notre-Dame, croisement des GR51 et GR653A.
Des parcours VTT existent mais certains sentiers peuvent être interdits à cette activité. La route goudronnée montant au sommet est accessible aux vélos de route.
Un relais TDF haut de 56 mètres est installé à son sommet, pour une couverture TNT sur l'Est du Var et l'Ouest des Alpes-Maritimes.

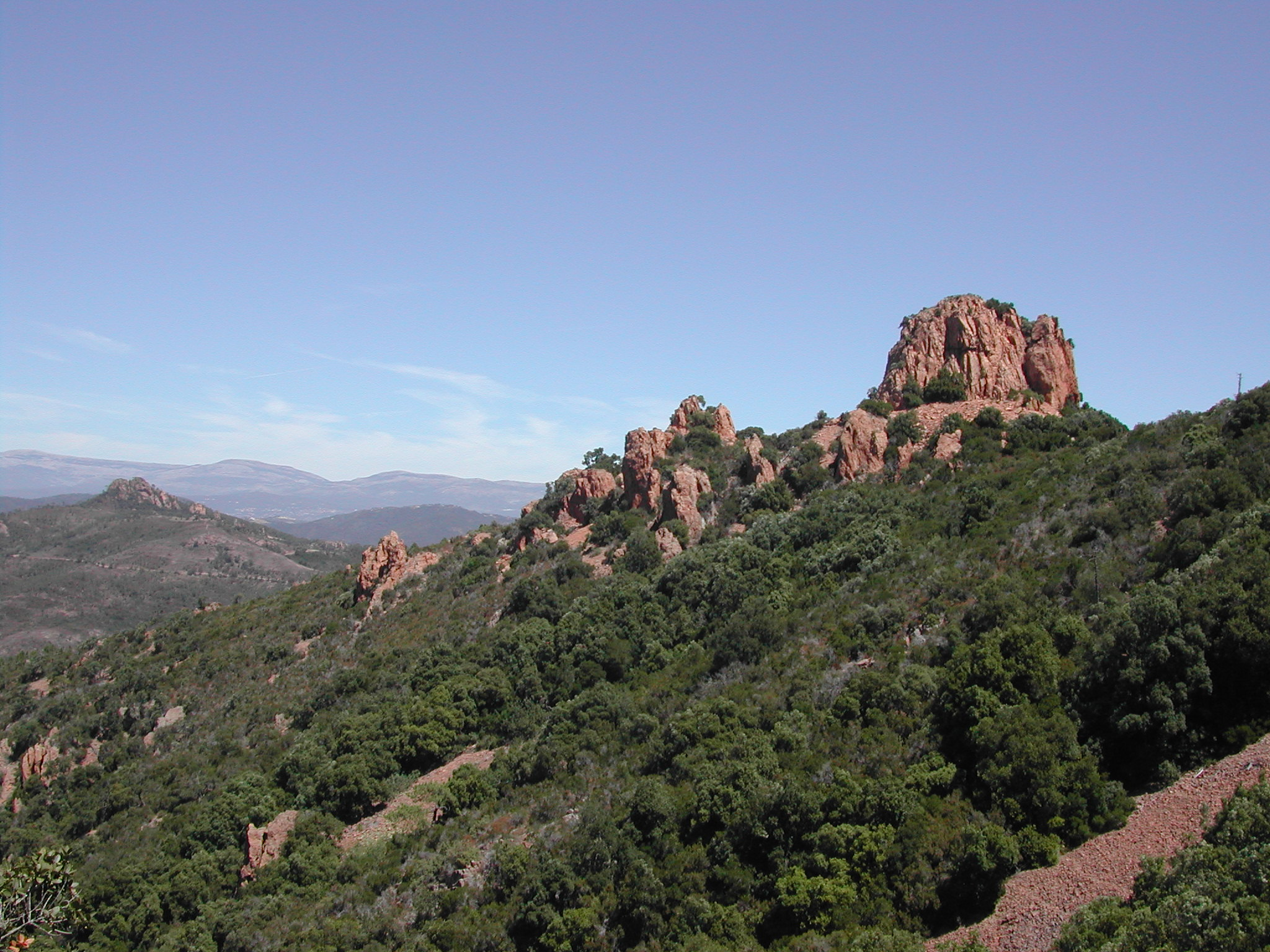
Vue sur la dent de l'Ours.
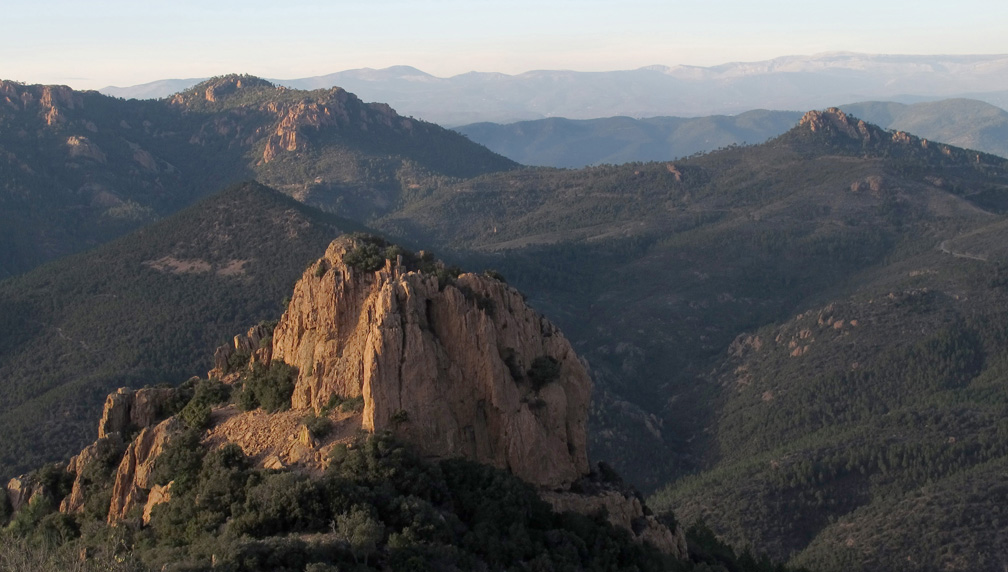
La dent de l'Ours près du pic de l'Ours.
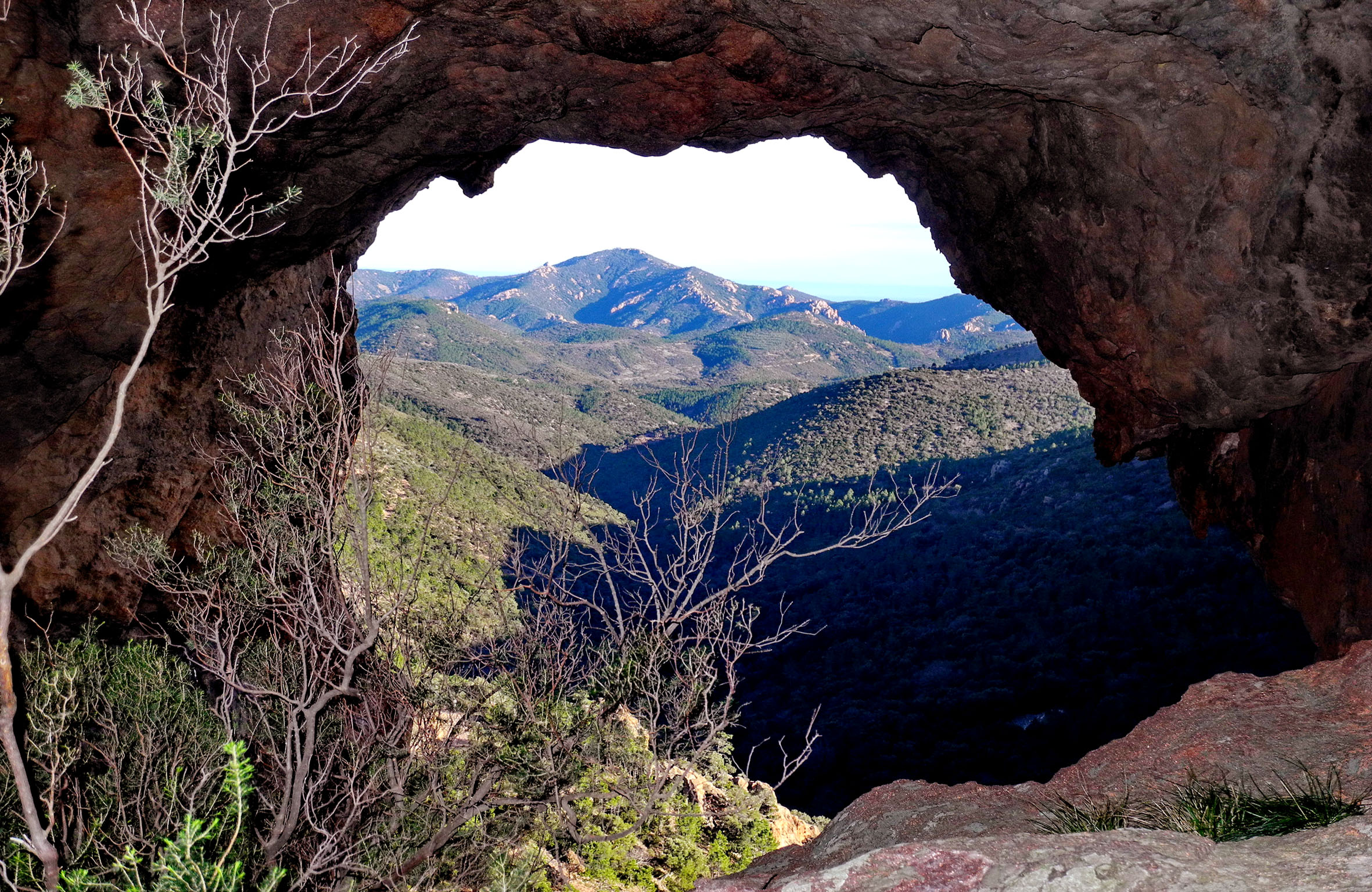
Vue du pic de l'Ours depuis le mont Vinaigre.
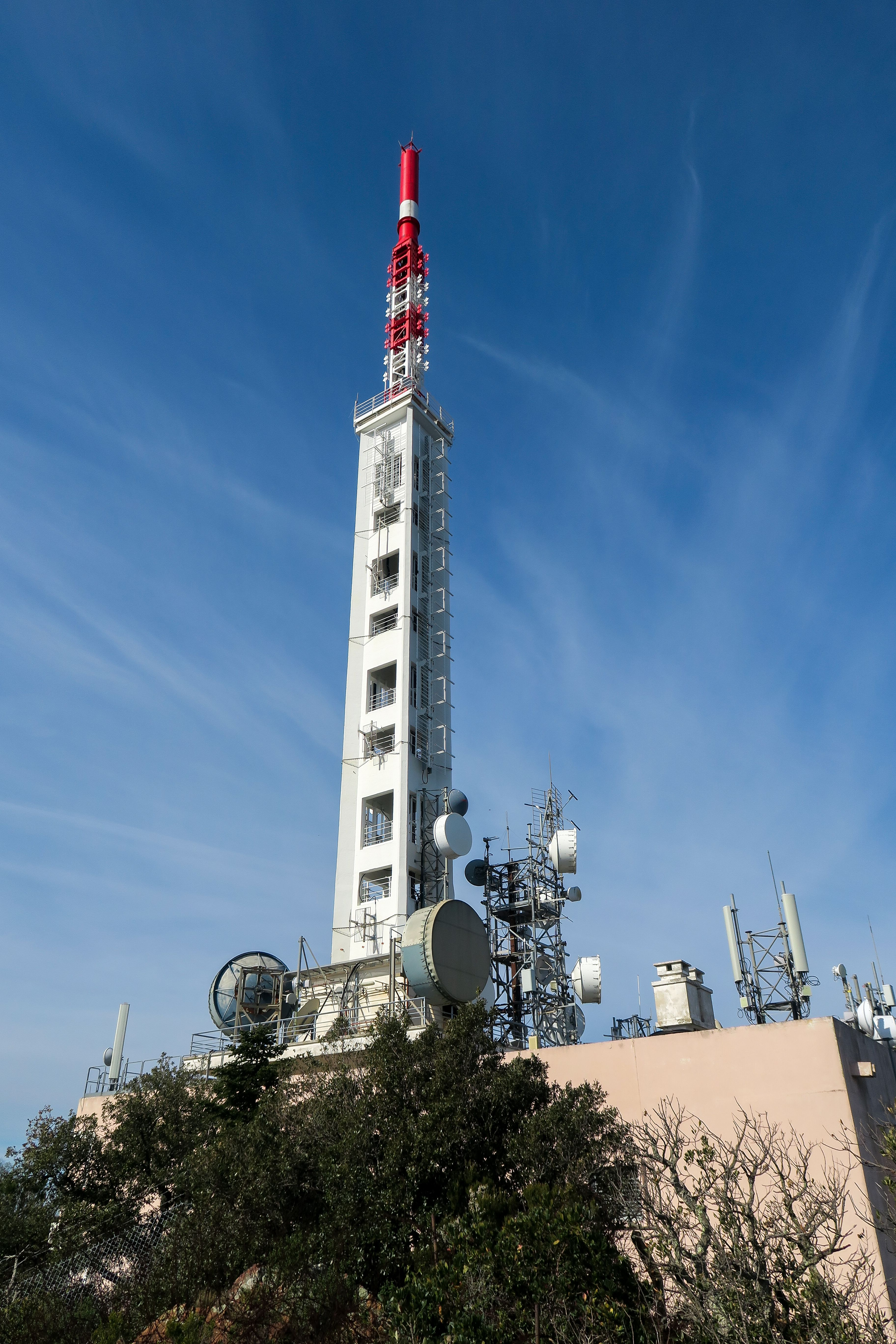
Émetteur TDF du pic de l'Ours.